# Горка (Красавинский сельсовет)
Горка — деревня в Великоустюгском районе Вологодской области.
Входит в состав Красавинского сельского поселения, с точки зрения административно-территориального деления — в Красавинский сельсовет.
Деревня расположена на правом берегу Северной Двины, в то время как почти все населённые пункты Красавинского сельского поселения расположены на правом берегу. Расстояние по автодороге до районного центра Великого Устюга — 24 км.
По переписи 2002 года население составляло 14 человек. В 2005 году все жители Горки и соседней деревни Медведки переехали в новый дом в Васильевское и с тех пор деревни пустуют.